# Siglo estadounidense

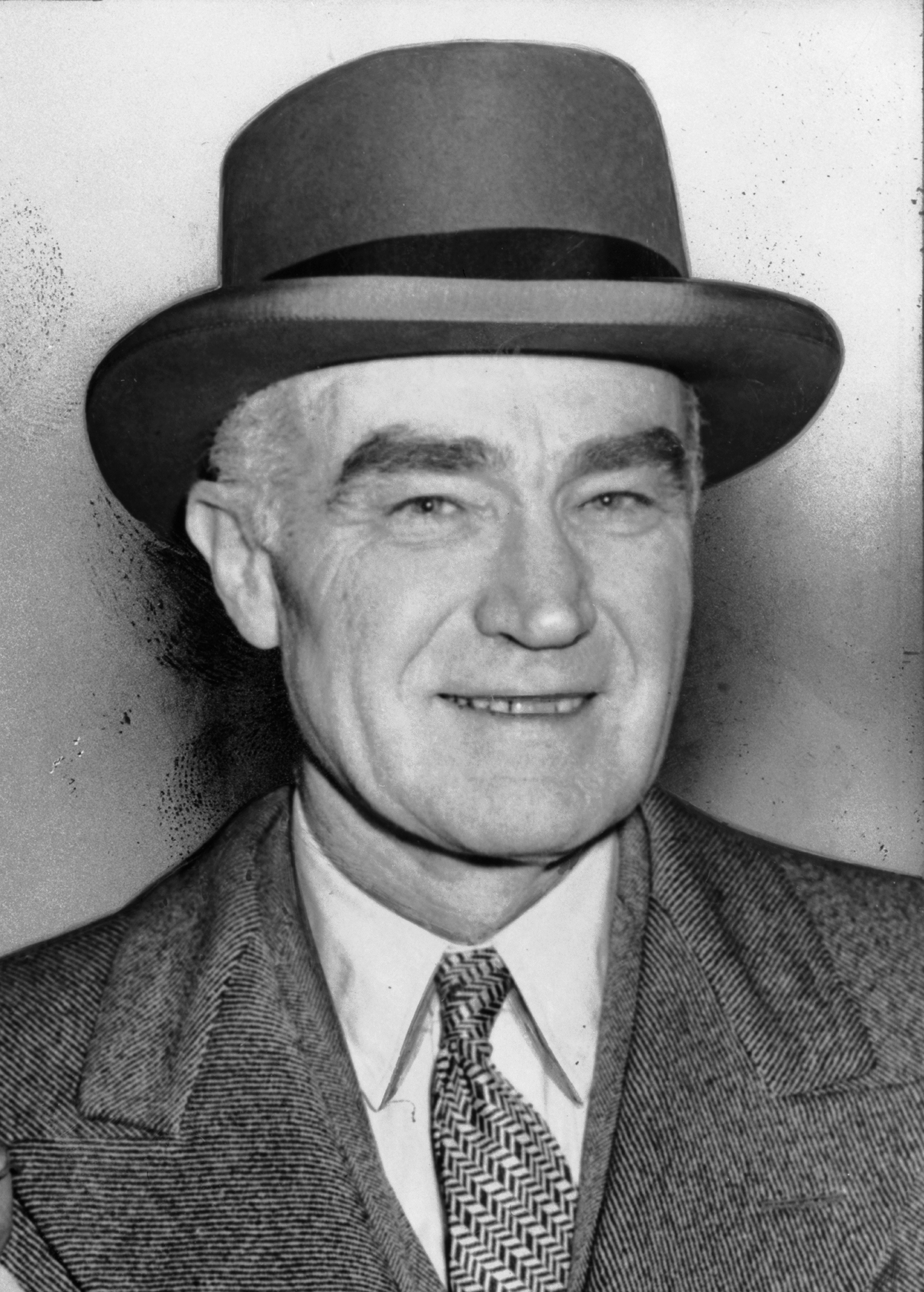
Henry Luce fue quien acuñó el término American Century o «siglo estadounidense» en 1941. Fotografía de 1954.

El siglo estadounidense (en inglés American Century, también traducido incorrectamente como «siglo americano») es un término utilizado para definir la dominación mundial en términos políticos, militares, económicos y culturales que ejercieron los Estados Unidos de América en la segunda mitad del siglo XX. El término parte de la herencia del Imperio británico como anterior potencia dominante en el mundo, que describía al período 1815-1914 –prácticamente todo el siglo XIX– como el «siglo imperial británico».
La influencia de los Estados Unidos creció a lo largo del siglo XX hasta hacerse casi dominante después de la Segunda Guerra Mundial, cuando se convirtió en una de los dos superpotencias del mundo, junto a la Unión Soviética, si bien esta última tenía unas capacidades menores que Estados Unidos.[cita requerida] En esta segunda mitad de siglo también se habla, en términos militares, de la existencia de una paz relativa en el hemisferio occidental llamada «Pax Americana» que habría sido consecuencia de la preponderancia mundial de Estados Unidos desde 1945. Tras la disolución de la Unión Soviética en 1991, Estados Unidos se convirtió en la única superpotencia del mundo, consolidando su hegemonía hasta el punto de que ha llegado a denominarse como una «hiperpotencia».
Existe debate entre académicos y estudiosos sobre si el siglo estadounidense puede extenderse al siglo XXI o si por el contrario estaríamos en el comienzo de un «siglo chino».

## Origen del término
El término fue acuñado por el propietario de la revista Time Henry Luce con la intención de describir cuál sería y debería ser el papel de Estados Unidos en el mundo en el siglo XX. Luce, hijo de un misionero, persona muy religiosa y de ideas derechistas, además de ferviente anticomunista, quería que Estados Unidos abandonase su tradicional aislacionismo y se convirtiese en «el buen samaritano del mundo». Por ello, hizo un llamamiento a Estados Unidos a entrar en la Segunda Guerra Mundial «para defender los valores democráticos» en la revista Life el 17 de febrero de 1941, donde escribió:

A lo largo de los siglos XVII, XVIII y XIX, este continente estaba repleto de múltiples proyectos y magníficos propósitos. Por encima de todos ellos y entretejiéndolos a todos en la bandera más emotiva del mundo y de toda la historia, se encontraba el propósito triunfal de la libertad. Es en este espíritu al que todo estamos llamados, cada uno según su propia capacidad y cada uno en el horizonte más amplio de su visión, para crear el primer gran siglo americano.

Según David Harvey, Luce creía «en un poder otorgado de carácter global y universal en lugar de uno terrenalmente específico» y por ello prefirió definirlo como «un siglo estadounidense» en lugar de «un imperio», un término más correcto. El mismo Harvey hizo un llamamiento a Estados Unidos para cuantificar el impacto global que su dominio e influencia había tenido en el mundo, «tanto para los fines y los medios que consideremos oportunos».

## Características desde 1945

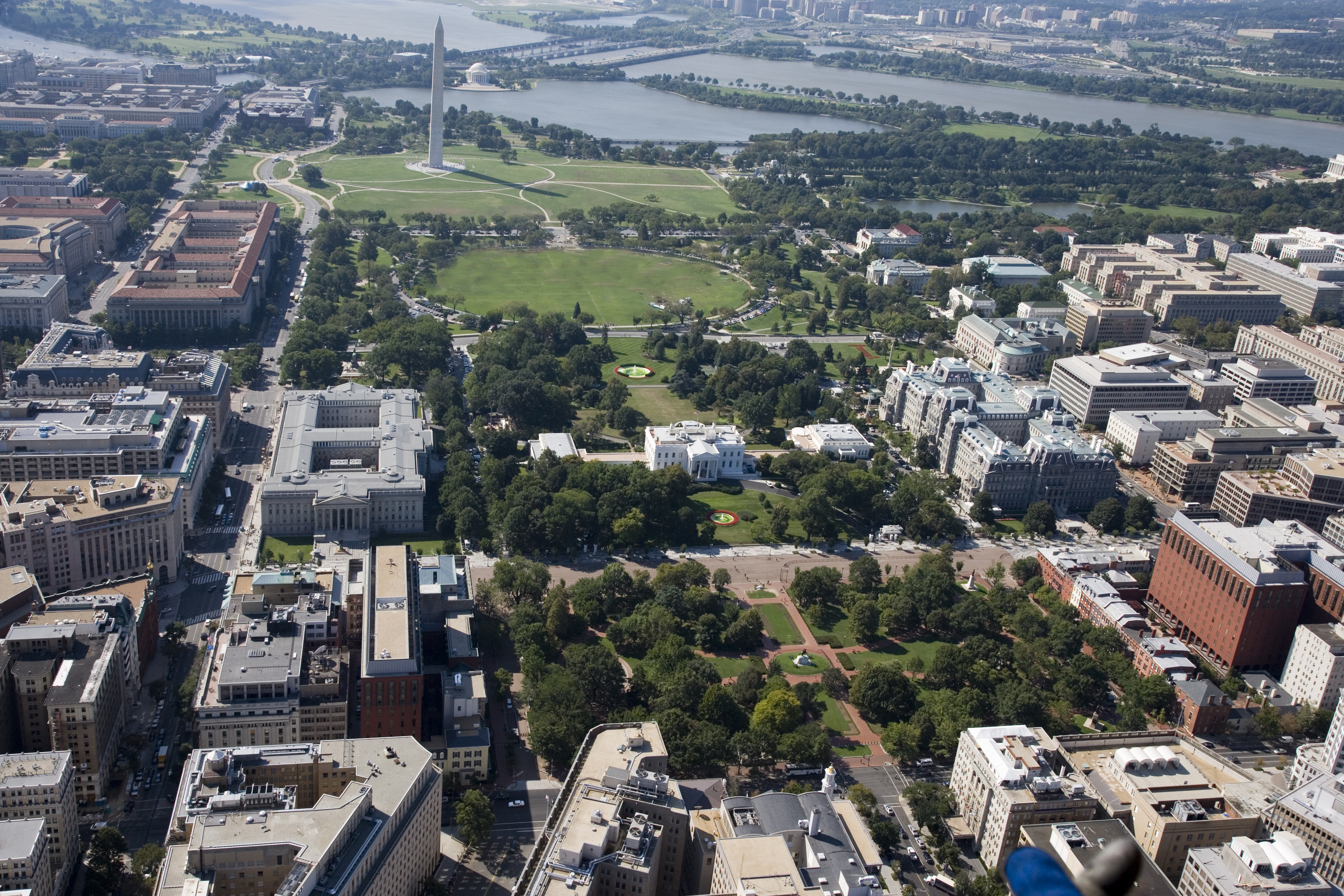
Vista aérea de Washington D. C., capital de Estados Unidos. En la imagen se puede apreciar la Casa Blanca, residencia del presidente y símbolo del poder político de EE.UU; al otro lado del río Potomac, a la derecha de la imagen, se puede ver el Pentágono, sede del Departamento de Defensa y símbolo del poder militar estadounidense.

El siglo estadounidense desarrollado durante la Guerra Fría reflejó a Estados Unidos como la más poderosa de las dos superpotencias del mundo. Desde mediados del siglo XX, el Estado estadounidense se caracteriza por ser una república federal y constitucional regida bajo un sólido sistema capitalista.

### Dominio económico
En 1945, concluida la Segunda Guerra Mundial, Estados Unidos se encontró en el cenit de su supremacía global: el país no sufrió la guerra en su territorio y la economía había logrado dejar la Gran Depresión atrás con un sólido crecimiento. En 1945, Estados Unidos, con apenas el 7% de los seres humanos del mundo, disponía de más de un tercio de la renta mundial, fabricaba el 60% de los productos manufacturados del mundo y sus reservas de oro y divisas representaban, sin contar a la URSS, el 78% del total mundial. El país producía la mitad del carbón del mundo, dos tercios del petróleo y generaba más de la mitad de la electricidad. Durante la guerra, su industria fue capaz de producir 95 millones de toneladas de acero y 100 000 aviones anuales, una capacidad industrial que a finales de la década de 1940 era mayor que la del resto de países del mundo juntos. La guerra había supuesto el dominio estadounidense sobre el comercio y las comunicaciones —sus compañías poseían más de 15 000 aviones comerciales y la mayor flota de barcos mercantes— y su producción respecto a la europea era un 50% mayor, cuando hasta la Segunda Guerra Mundial siempre había sido inferior. Ocho millones de automóviles salían de las fábricas estadounidenses en 1955 —el 75% de los vehículos fabricados nivel mundial en 1950— y su efectivo control de los mercados internacionales lo convirtieron en el indiscutible líder del mundo liberal en las décadas venideras.
El siglo estadounidense también incluye la influencia política y económica de Estados Unidos: muchas naciones de todo el mundo adoptaron las políticas económicas planteadas por el Consenso de Washington, a veces en contra de la opinión mayoritaria de sus propias poblaciones. La fuerza económica de Estados Unidos era poderosa y durante todo el siglo fue con diferencia la economía más grande del mundo. Estados Unidos era uno de los principales productores agrícolas del mundo, con un sector primario extenso y moderno, además de grandes reservas de recursos minerales y energéticos y un sector industrial enorme. El dólar estadounidense (USD) era la moneda de reserva mundial por excelencia desde la implantación del sistema de Bretton Woods. Estados Unidos tenía a través del G7 una alianza permanente con las mayores economías del mundo. Las recetas de política económica de su gobierno fueron los paquetes de reforma estándar aplicados a los países en desarrollo en crisis por instituciones internacionales como el FMI o el Banco Mundial, ambos con sede en la capital estadounidense.
Hasta la década de 1970, Estados Unidos creció a un ritmo excelente en términos económicos y demográficos —la renta per cápita se elevó un 60% en términos reales entre 1945 y 1970, producto de rasgos distintivos de su economía como la altísima productividad, fuertes inversiones de capital, permanente innovación tecnológica y un extraordinario aumento del consumo de masas. En 1970, el país poseía el 6% de la población mundial, pero producía un cuarto del carbón mundial, un 21% del petróleo y el 30% del trigo, manteniendo su posición de primera potencia agrícola e industrial.
Con el fin de la URSS, Estados Unidos se convirtió en la década de 1990 en la única superpotencia y la economía más fuerte y dinámica del mundo, con un fuerte dominio del comercio, las inversiones, telecomunicaciones y especialmente de los avances tecnológicos. Aunque con crecientes divergencias internas y mayor competencia internacional, la prosperidad nacional se mantiene hasta hoy, a pesar de la grave crisis de la Gran Recesión; a partir de entonces el país se repuso, con un crecimiento económico constante entre 2010 y 2020.

### Liderazgo político y militar

El mundo dividido en función de las zonas creadas por el Departamento de Defensa de Estados Unidos para su Comando de combate unificado. A principios del, EE.UU tenía presencia militar en tres de cada cuatro países del mundo y decenas de miles de soldados acantonados en el extranjero.

Estados Unidos poseía uno de los cinco asientos en el Consejo de Seguridad de las Naciones Unidas, donde dos de sus más cercanos aliados, Reino Unido y Francia, también poseían uno. Estados Unidos mantenía estrechas relaciones con las potencias capitalistas de Europa Occidental, también con numerosas naciones de América Latina, la Commonwealth británica y países de Asia oriental en auge como Corea del Sur, Taiwán y Japón. El país también se alió tanto con dictaduras derechistas como con democracias partidarias del libre mercado siempre y cuando estos gobiernos significasen un freno al comunismo.
El ejército de Estados Unidos era el ejército más avanzado y con el gasto militar más alto del mundo. La Armada de Estados Unidos era la más grande del mundo, con un extraordinario número de portaaviones y una red de cientos de bases militares permanentes por todo el mundo, que durante la Guerra Fría trataban de rodear a los países socialistas, aliados de la Unión Soviética o del Pacto de Varsovia. De esta forma, Estados Unidos poseía uno de los dos arsenales nucleares más grandes del mundo, uno de los ejércitos más grandes y una de los dos fuerzas aéreas más poderosas del mundo. En el plano militar, solo la Unión Soviética podía hacerle frente, aunque se asume que este país tampoco llegó a ponerse a la par en capacidad militar, a pesar de que durante la Guerra Fría algunos líderes estadounidenses llegaron a creer erróneamente lo contrario. Estados Unidos poseía poderosos socios militares, especialmente de Europa occidental, reunidos en torno a la OTAN, algunos incluso con capacidad nuclear. Estados Unidos poseía también la más grande red de inteligencia y espionaje mundial, con la Agencia Central de Inteligencia (CIA) a la cabeza.  Terminada la Guerra Fría, la creencia común sostenía que Estados Unidos, primera potencia mundial económica y especialmente militar, cumplía los criterios de «superpotencia hegemónica». Sus territorios nacionales se extendían más de nueve millones de kilómetros cuadrados (cuarto país más extenso del mundo) y albergaban cerca de 250 millones de habitantes en 1990, el cuarto grupo nacional más numeroso del mundo.
El impacto cultural estadounidense, a menudo llamado americanización, se vio acrecentado por la influencia de la música, la televisión, las películas, el arte y la moda estadounidense que influía en sociedades de todo el mundo.

## Análisis
Para algunos autores, el Estados Unidos de la segunda mitad del siglo XX representaría el paradigma de «sociedad abierta». Esta visión era compartida especialmente por la población estadounidense, que veían en el ascenso de su país no una voluntad de conquista o lucha de poder, sino una visión idealizada del orden mundial, construida por supuesto sobre su propia ideología. Una ideología que consistía en la expansión de sus valores, como la democracia liberal, el capitalismo y sus «fundamentos de la libertad», todo ello como oposición obsesiva al desarrollo del comunismo. Sin embargo, desde temprano esta «utopía realizada», como describió Jean Baudrillard a EE.UU, tuvo que hacer frente a profundas contradicciones en su seno, crisis y realidades negativas que desacreditaban su sistema y eran sometidos al debate de la opinión pública. Y no solo a nivel interno, en parte del mundo liberal, especialmente en Europa y América Latina, se vivió una fuerte ola de antiamericanismo desde principios de la década de 1960.
La coincidencia en el tiempo, a principios de la década de 1970, del fin de la «edad de oro del capitalismo» y el repliegue internacional de Estados Unidos tras su salida de Indochina —Vietnam, Camboya y Laos, suscitó profundas divisiones que rompieron el consenso social establecido en la posguerra y que dejaron una profunda herida en la psique del país. Especialmente la guerra de Vietnam, que para George Kennan fue «el mayor desastre de la historia norteamericana». Fusi Aizpurúa comenta sobre el repliegue del Sudeste Asiático que «carentes de legitimidad moral, condenados por la opinión internacional y por buena parte de la propia sociedad norteamericana, los norteamericanos perdieron la guerra». En definitiva, los años 50 serían recordados con nostalgia por las futuras generaciones y los años 60 aunque económicamente muy prósperos, como turbulentos y cargados de malestar social y moral en una sociedad en plena evolución y con múltiples contradicciones que terminaron en un periodo de crisis política e identitaria en la década de 1970.
Después vendría la «revolución conservadora», en un intento por parte de la llamada «mayoría silenciosa», de reunir de nuevo a la nación en torno a sus valores y principios tradicionales, al tiempo que se preparaba una nueva ofensiva internacional y de confrontación contra el socialismo y la Unión Soviética. Para Fusi, la «revolución conservadora» devolvió a Estados Unidos la confianza en sí mismo y la desaparición de la Unión Soviética en 1991 se vería a ojos de sus líderes como el triunfo definitivo del sistema americano, «el fin de la historia» como proclamó Fukuyama, algo que pronto se vio que no sería así. La década de 1990 significó una hegemonía sin parangón, pero además de un imperio, Estados Unidos era una nación que vivía en una paradoja flagrante: hegemonía global y prosperidad económica coexistían con un fuerte malestar social (pobreza, criminalidad, neurosis) que desde la década de 1990 amenazó con destruir el «idealismo estadounidense».

### Críticas
Los críticos describen el término acuñado por Luce como un «celo misionero propio del jingoísmo». Otros han equiparado el fin del siglo XX con el fin del siglo estadounidense, como el referente del periodismo gonzo Hunter S. Thompson, quien tituló su autobiografía Kingdom of Fear: Loathsome Secrets of a Star Crossed Child in the Last Days of the American Century.
Con la llegada del nuevo milenio, voces críticas de la Universidad de Illinois en Urbana-Champaign declararon que la pérdida del estatus de superpotencia hegemónica por parte de Estados Unidos debía ser objeto de debate, especialmente por el rápido ascenso de China. Otros analistas argumentaron que el siglo estadounidense encaja perfectamente entre 1917, con la entrada tardía de Estados Unidos en la Primera Guerra Mundial y 2017, con la investidura del 45.º presidente de Estados Unidos, Donald Trump. Otros estudiosos han tenido conclusiones distintas; por ejemplo, George Friedman escribió que «el siglo XXI será el siglo estadounidense».

### Publicaciones
- Crouzet, Maurice (1981). Historia General de las Civilizaciones: La Época Contemporánea, Volumen VI. Ediciones destino. ISBN 84-233-0794-8.
- Fusi Aizpurúa, Juan Pablo (1999). «El siglo americano». Cuadernos de Historia Contemporánea (Madrid: Departamento de Historia Contemporánea de la UCM). 83-105 (21). ISSN 0214-400X.
- Painter, D. S. (2012). «Oil and the American Century». Journal of American History (en inglés) 99 (1): 24-39. ISSN 0021-8723. doi:10.1093/jahist/jas073.
- Waltz, Susan (2002). «Reclaiming and rebuilding the history of the Universal Declaration of Human Rights». Third World Quarterly (en inglés) 23 (3): 437-448. ISSN 0143-6597. doi:10.1080/01436590220138378.